# Dácil

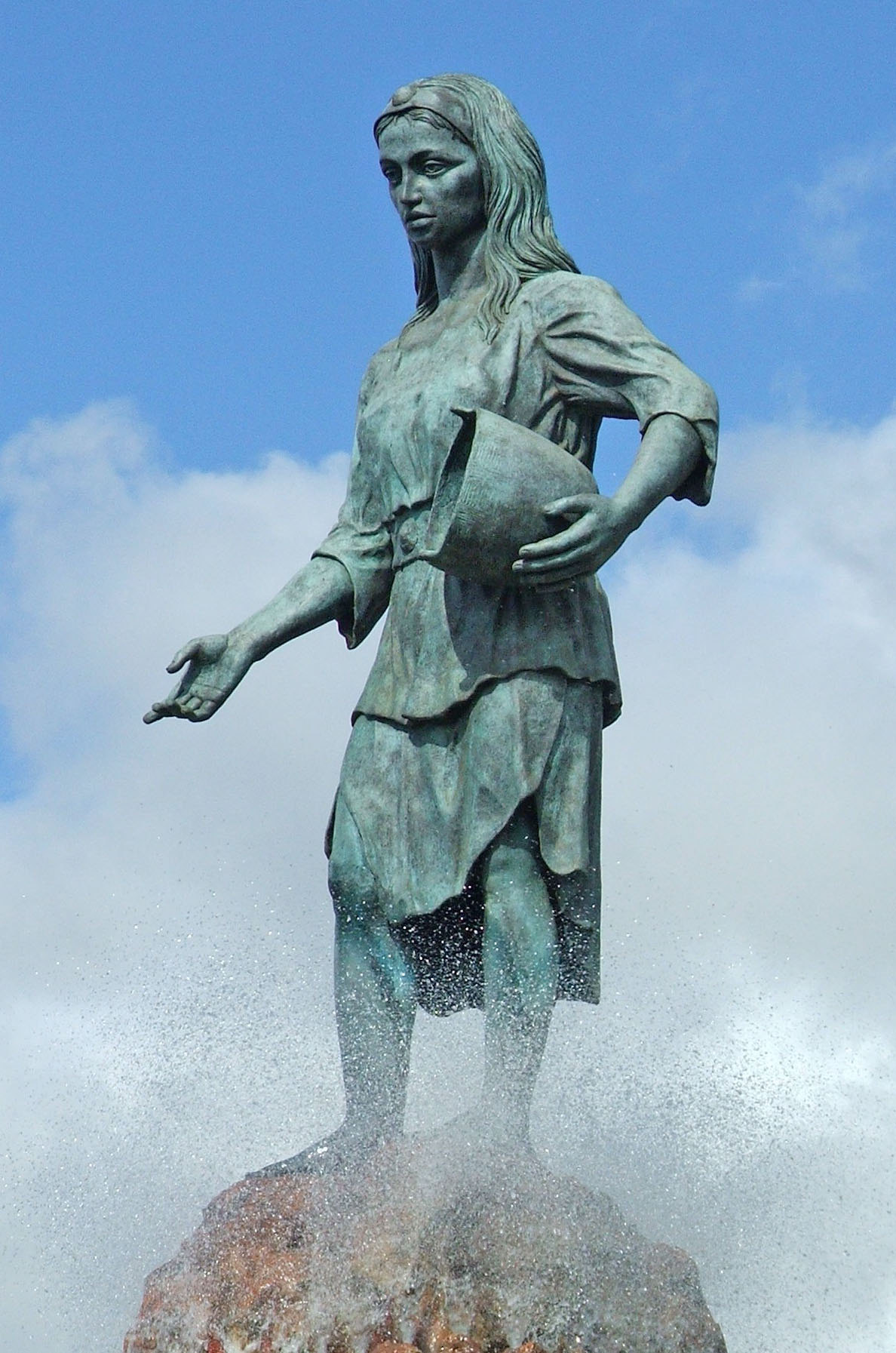
Estátua de Dácil em La Orotava.

Dácil ou Dacila era uma mulher guanche da ilha de Tenerife, filha do rei ou mencey de Bencomo durante a conquista européia das Ilhas Canárias no século XV.
Ele é um dos protagonistas do poema épico "Antigüedades de las Islas Afortunadas", de Antonio de Viana, publicado em 1604, considerado por alguns historiadores modernos como um personagem fictício.
Segundo outros pesquisadores, o personagem existia, mas a lenda é falsa, já que Dácil, filha de Bencomo e batizada de Doña Mencía Bencomo, casaria-se com Adjoña, o Mencey de Abona batizado como Gaspar Hernández. Enquanto a outra filha de Bencomo se casou com Juan Doramas, filho do rei aborígene de Gran Canaria Doramas.